# Рада з втілення миру

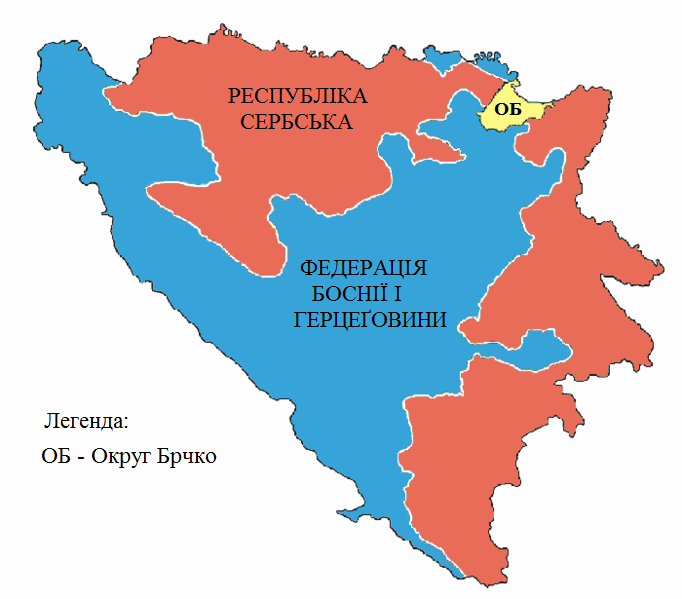
Адміністративний поділ Боснії і Герцеговини:
— Федерація Боснія і Герцеговина;
— Республіка Сербська;
— автономный округ Брчко.

Рада з втілення миру (PIC) є міжнародним органом, відповідальним за виконання Дейтонської мирної угоди для Боснії і Герцеговини. Рада була заснована на конференції з імплементації, що відбулася у Лондоні, Велика Британія 8 і 9 грудня 1995 року, після завершення переговорів про угоду попереднього місяця . Рада фактично здійснює через Високого представника у Боснії та Герцеговині управління міжнародною спільнотою Боснії та Герцеговини після підписання Дейтонської угоди. Цей міжнародний контроль над Боснією та Герцеговиною триватиме доти, доки країна не вважатиметься політично та демократично стабільною та самостійною.
PIC складається з 55 країн і установ, які підтримують мирний процес багатьма різними способами — шляхом надання фінансової допомоги, забезпечення військ для Сил стабілізації або безпосереднього управління операціями в Боснії та Герцеговині. Існує також коливання кількості спостерігачів.
Після Лондонської конференції PIC зібралася на міністерському рівні ще шість разів, щоб проаналізувати прогрес і визначити цілі впровадження миру на наступний період: у червні 1996 року у Флоренції, Італія; у грудні 1996 року вдруге в Лондоні; у грудні 1997 року в Бонні, Німеччина; у грудні 1998 року в Мадриді, Іспанія, у травні 2000 року та у лютому 2007 року у Брюсселі, Бельгія.
PIC роз'яснює обов'язки Верховного представника як головного виконавчого органу цивільної частини Дейтонської угоди, як викладено в Додатку 10 Дейтонської угоди. Наприклад, Боннська сесія 1997 року надала Управлінню Високого представника так званий «Боннський орган», щоб звільнити виборних і невиборних посадовців, які перешкоджають виконанню Дейтонської угоди.

## Правління
На Лондонській конференції з реалізації миру було створено Керівну раду PIC для роботи під головуванням Верховного представника як виконавчого органу ПІК.
Членами Керівної ради є Канада, Франція, Німеччина, Італія, Японія, Росія, Велика Британія, Сполучені Штати Америки, головування в Європейському Союзі, Європейська комісія та Організація Ісламського співробітництва, яку представляє Туреччина.
Наглядова рада надає Верховному представнику політичне керівництво. У Сараєво Верховний представник очолює двічі щотижневі зустрічі членів Наглядової ради Амбасадорів у Боснії і Герцеговині. Окрім цього, Координаційна рада збирається на рівні політичних директорів кожні шість місяців.

## Члени та учасники

### Країни
Албанія, Австрія, Бельгія, Боснія і Герцеговина, Болгарія, Канада, Китай (подали у відставку в травні 2000 р.), Хорватія, Чехія, Данія, Єгипет, Союзна Республіка Югославія (після Сербія), Фінляндія, Франція, Німеччина, Греція, Угорщина, Ірландія, Італія, Японія, Йорданія, Люксембург, Північна Македонія, Малайзія, Марокко, Нідерланди, Норвегія, Оман, Пакистан, Польща, Румунія, Росія, Саудівська Аравія, Словаччина, Словенія, Іспанія, Швеція, Швейцарія, Туреччина, Україна, Велика Британія та Сполучені Штати Америки.

### Міжнародні організації
Управління Верховного представника щодо Боснії й Герцеговини, Арбітражна група Брчко (розпущена у 1999 році після видачі остаточної нагороди), Рада Європи, Європейський банк реконструкції та розвитку, Європейська комісія, Міжнародний комітет Червоного Хреста, Міжнародний трибунал щодо колишньої Югославії, Міжнародний валютний фонд, Організація Північноатлантичного договору, Організація з безпеки і співробітництва в Європі, Організація Об'єднаних Націй, Управління Верховного комісара ООН з прав людини, Управління Верховного комісара ООН у справах біженців, Тимчасова адміністрація Організації Об'єднаних Націй для Східної Славонії, Барані та Західного Срема (розформована в січні 1998 р.), Світовий банк.

### Спостерігачі
Австралія, Центральний банк Боснії і Герцеґовини, Європейський інвестиційний банк, Естонія, Святий Престол, Омбудсмен з прав людини в Боснії та Герцеговині, Ісландія, Міжнародна федерація товариств Червоного Хреста і Червоного Півмісяця, Міжнародний посередник для Боснії та Герцеговини, Міжнародна організація з міграції, Латвія, Литва, Нова Зеландія, Ліхтенштейн, Південна Африка та Пакт стабільності для Південно-Східної Європи.